# Ikegami Shūho

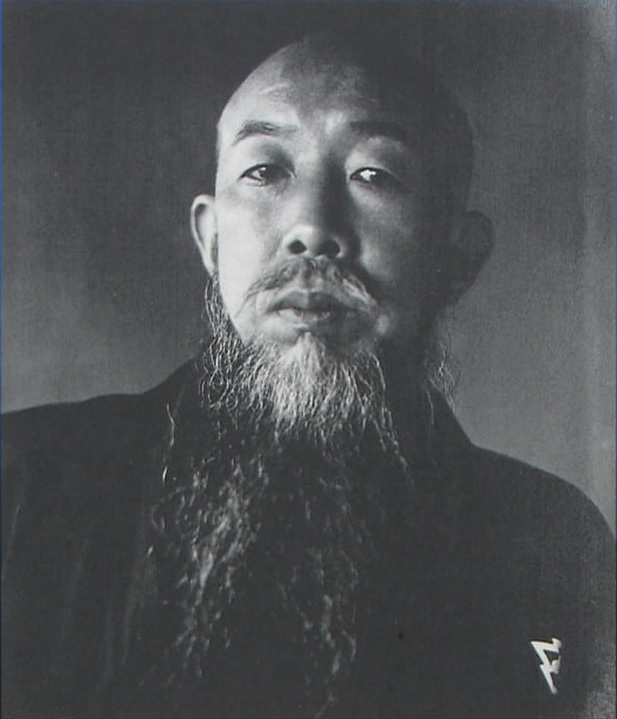
Ikegami Shūho

Ikegami Shūho (japanisch 池上 秀畝; geboren 10. Oktober 1874 in Takatō (Präfektur Nagano); gestorben 26. Mai 1944 in Tokio) war ein japanischer Maler der Nihonga-Richtung.

## Leben und Werk
Ikegami Shūho studierte Malerei unter Araki Kampo (1831–1915), der eine Verbindung der chinesischen Nord- und Südschule lehrte und der eine Reihe des Typs „Blumen und Vögel“ (花鳥画, Kachōga) und „Berge und Gewässer“ (山水画, Sansuiga) hinterließ. 1907 stellte Ikegami bei der Künstlervereinigung „Seiha Dōshi-kai“ (正派同志会) aus und gewann eine Silbermedaille. 1910 stellte er auf der 4. „Bunten“ das Bild „Hatsufuyu“ (初冬) – „Winteranfang“ aus und gewann damit einen Preis. Auch auf den „Bunten“-Ausstellungen 1916 und 1917 wurde er mit den Bildern „Yūtsuki“ (夕月) – „Abendmond“ und „Shunrei ugo“ (峻嶺雨後) – „Nach dem starken Regen“ aufeinander folgend ausgezeichnet.
1918 gründete Ikegami mit Mitstreitern die Künstlergemeinschaft „Shin’yuisha“ (新結社), lehnte ab, Begutachter der „Bunten“ zu werden. Das war einer der Gründe, dass die Auswahlprinzipien der „Bunten“ überarbeitet wurden und ab 1919 unter neuem Namen, abgekürzt „Teiten“, weitergeführt wurde. Als 1919 die „Akademie der Künste des Kaiserreiches“ (帝国美術院, Teikoku bijutsuin) – heute „Japanische Akademie der Künste“ – gegründet wurde, wurde er in die Abteilung für Nihonga aufgenommen. 1924 wurde er Mitglied der Veranstalter des „Inten“.
Ikegami stellte weiter aus, so die Bilder „Numa no ame“ (沼の雨) – „Regen am Gewässer“, „Nagisa no tsuki“ (渚の月) – „Mond über dem Ufer“, „Shuū“ (秋雨) – „Herbstregen“, (Rōshu) (老秋) – „Spätherbst“. Als Hauptperson der privaten Kunstschule „Denjindō gajuku“ (伝神洞画塾) hatte er viele Schüler, ab 1943 stiftete er vielen Schreinen Bilder.
1931 war er auf der Ausstellung japanische Malerei 1931 in Berlin zu sehen.

## Bilder
Im Nationalmuseum für moderne Kunst Tokio:

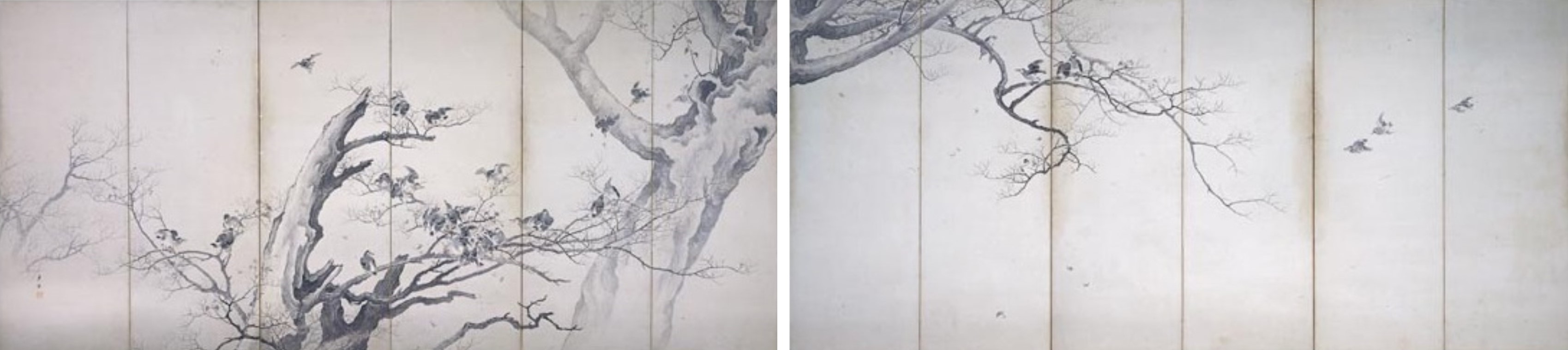
„Winteranfang“
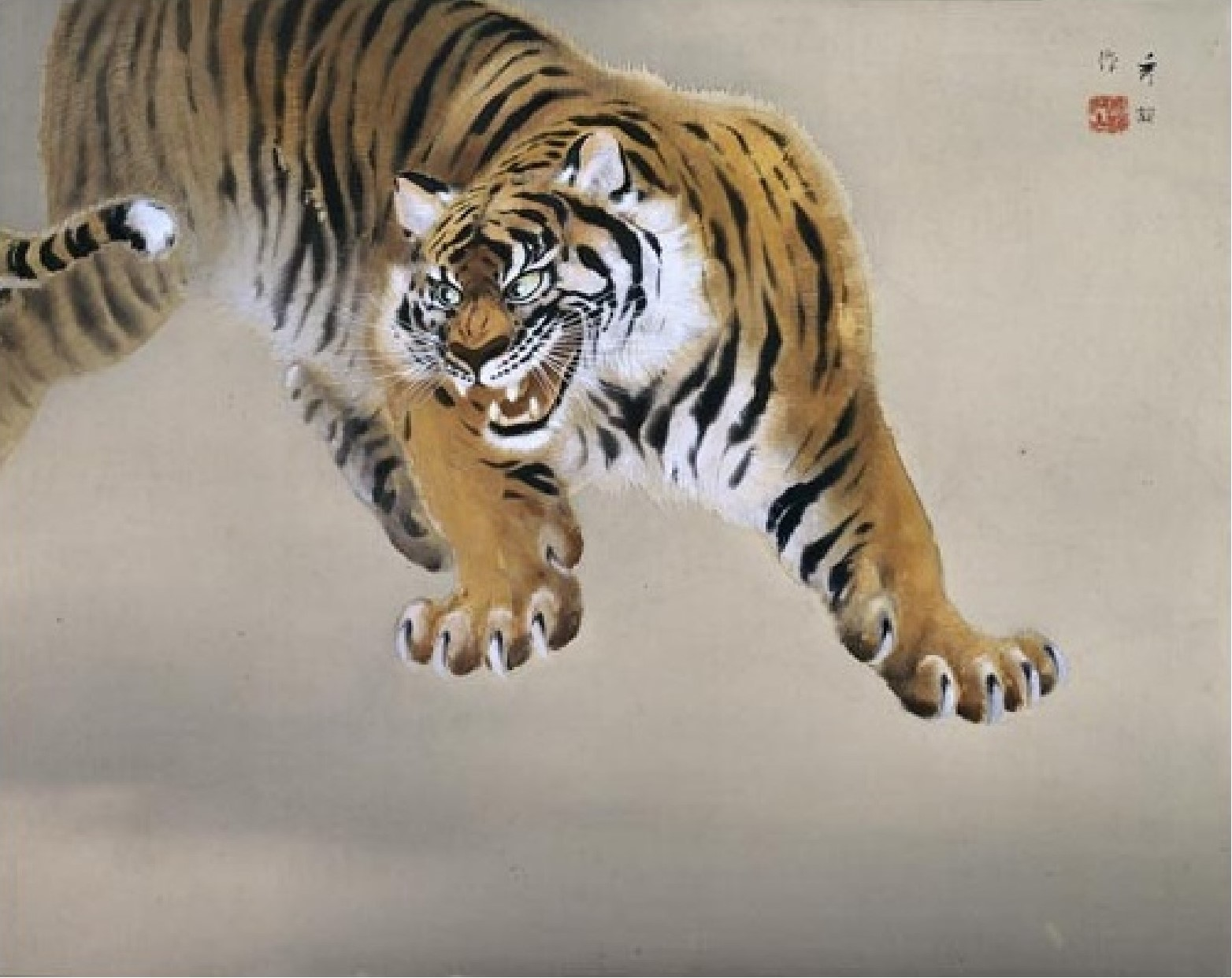
Brüllender Tiger
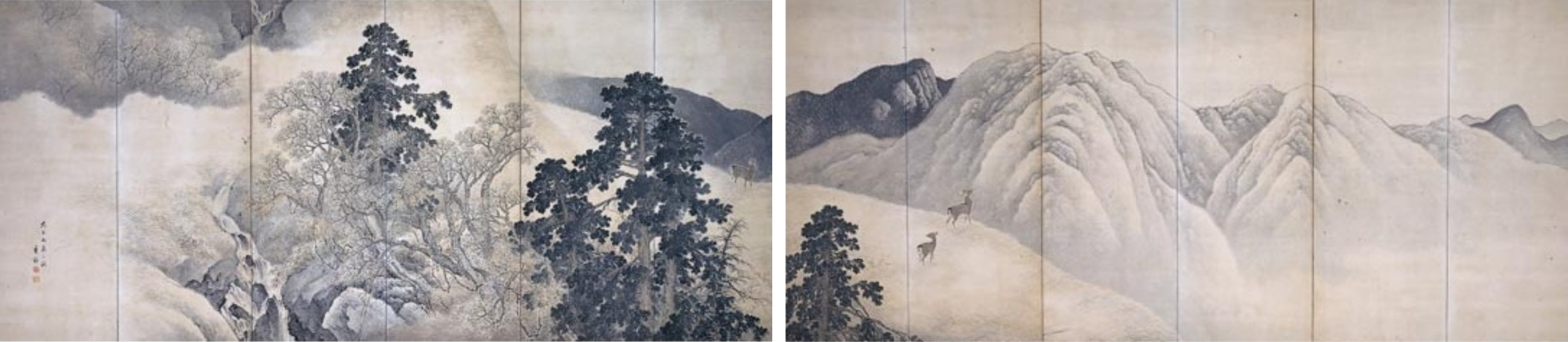
„Abendmond“